# Manasota Key
Manasota Key ist ein census-designated place (CDP) im Charlotte County im US-Bundesstaat Florida. Das U.S. Census Bureau hat bei der Volkszählung 2020 eine Einwohnerzahl von 1.326 ermittelt.

## Geographie
Manasota Key liegt auf einer Insel zwischen der Lemon Bay und dem Golf von Mexiko an der Küste Floridas. Der CDP liegt rund 40 km westlich von Punta Gorda und etwa 130 km südlich von Tampa.

## Demographische Daten
Laut der Volkszählung 2010 verteilten sich die damaligen 1229 Einwohner auf 2083 Haushalte, davon sind die meisten als Zweitwohnsitz genutzte Ferienwohnungen. Die Bevölkerungsdichte lag bei 438,9 Einw./km². 98,2 % der Bevölkerung bezeichneten sich als Weiße, 0,1 % als Afroamerikaner, 0,4 % als Indianer und 0,2 % als Asian Americans. 0,2 % gaben die Angehörigkeit zu einer anderen Ethnie und 0,8 % zu mehreren Ethnien an. 1,3 % der Bevölkerung bestand aus Hispanics oder Latinos.
Im Jahr 2010 lebten in 2,3 % aller Haushalte Kinder unter 18 Jahren sowie 70,5 % aller Haushalte Personen mit mindestens 65 Jahren. 57,7 % der Haushalte waren Familienhaushalte (bestehend aus verheirateten Paaren mit oder ohne Nachkommen bzw. einem Elternteil mit Nachkomme). Die durchschnittliche Größe eines Haushalts lag bei 1,68 Personen und die durchschnittliche Familiengröße bei 2,09 Personen.
2,1 % der Bevölkerung waren jünger als 20 Jahre, 3,6 % waren 20 bis 39 Jahre alt, 19,2 % waren 40 bis 59 Jahre alt und 75,2 % waren mindestens 60 Jahre alt. Das mittlere Alter betrug 69 Jahre. 47,8 % der Bevölkerung waren männlich und 52,2 % weiblich.
Das durchschnittliche Jahreseinkommen lag bei 63.000 $, dabei lebten 2,7 % der Bevölkerung unter der Armutsgrenze.
Im Jahr 2000 war Englisch die Muttersprache von 100 % der Bevölkerung.